# Phenacoccus sphaeralceae
Phenacoccus sphaeralceae är en insektsart som beskrevs av Williams 1987. Phenacoccus sphaeralceae ingår i släktet Phenacoccus och familjen ullsköldlöss. Inga underarter finns listade i Catalogue of Life.